# G. I. 윌리엄슨
제럴드 어빈 윌리엄슨(Gerald Irvin Williamson, 1925년 5월 19일 ~ )은 미국 아이오와주 디모인에서 태어난 개혁주의 신학자, 목사, 저자이다.

## 경력
미국 정통장로교회 소속 목사로서 2011년에 은퇴하였다. 그는 미시간주 그랜드래피즈에 있는 호프 칼리지를 다니다가 드래크 대학교로 편집하였다.
1952년 피츠버그 신학교( Pittsburgh-Xenia Theological Seminary)에서 유명한 학자인  존 게르스터(John Gerstner) 밑에서 공부하였다. 후에 뉴질랜드의 개혁 교회에서 목회를 하였으며 웨스트민스터 신앙고백  해설과 하이델베르크 요리문답 해설을 출판하였다.